# 810er
Portal Geschichte | Portal Biografien | Aktuelle Ereignisse | Jahreskalender | Tagesartikel

◄ |
8. Jh. |
9. Jahrhundert
| 10. Jh. | ►

◄ |
780er |
790er |
800er |
810er
| 820er | 830er | 840er | ►

810 |
811 |
812 |
813 |
814 |
815 |
816 |
817 |
818 |
819

## Ereignisse
- Die Dreifelderwirtschaft wird im Osten des Frankenreichs praktiziert.
- 813 bis 820: 2. Byzantinischer Bilderstreit.
- 813: Die Synode in Mainz beschließt eine allgemeine öffentliche Weihnachtsfeier. Bis 1773 umfasst diese vier Feiertage.
- 814: Karl der Große stirbt, sein Sohn Ludwig der Fromme tritt die Nachfolge an.